# Daniel Jasinski
Daniel Jasinski (* 5. August 1989 in Bochum) ist ein deutscher Diskuswerfer.

## Leben
2014 wurde er bei den Europameisterschaften in Zürich Siebter. Bei den Weltmeisterschaften 2015 schied er in der Qualifikation aus.
Eine persönliche Bestleistung von 65,98 m stellte er am 10. Mai 2014 in Wiesbaden auf und verbesserte sie an gleicher Stelle am 15. Mai 2016 auf  67,16 m. Diese Weite konnte er mit 67,05 m im Finale des Diskuswurf bei den Olympischen Spielen 2016 bestätigen und gewann damit Bronze. Der Athlet mit polnischen Wurzeln wird von seinem Vater Miroslaw Jasinski trainiert. Für den Gewinn der Bronzemedaille in Rio erhielt er am 1. November 2016 das Silberne Lorbeerblatt.
2017 wurde er mit 62,20 Metern bei den Deutschen Meisterschaften Fünfter.
Bei den Olympischen Spielen 2020 in Tokio wurde er im Juli 2021 mit einer Weite von 62,44 Metern Zehnter.
Daniel Jasinski startet für den TV Wattenscheid 01 Leichtathletik. Er ist der Bruder des Basketballspielers Julian Jasinski. 